# Comuna Smorjiv, Radehiv
Smorjiv (în ucraineană Сморжів) este o comună în raionul Radehiv, regiunea Liov, Ucraina, formată din satele Romanivka, Șciurovîci și Smorjiv (reședința).

## Demografie
Componența lingvistică a comunei Smorjiv
     Ucraineană (99,87%)
     Alte limbi (0,07%)
Conform recensământului din 2001, majoritatea populației comunei Smorjiv era vorbitoare de ucraineană (99,87%), existând în minoritate și vorbitori de alte limbi.